# Louis Auguste I. de Bourbon, duc du Maine

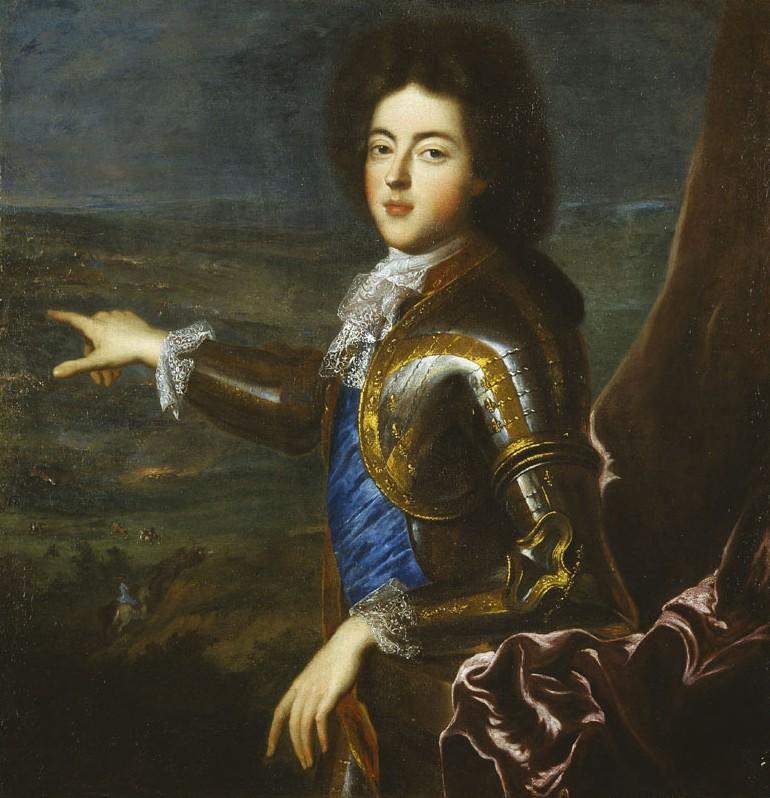
Louis Auguste de Bourbon, Duc du Maine in jungen Jahren, Porträt von François de Troy, Musée de Sceaux

Louis Auguste de Bourbon (* 31. März 1670; † 14. Mai 1736) war Herzog von Maine und ein unehelicher legitimierter Sohn des französischen Königs Ludwig XIV. mit Madame de Montespan. In der Zeit der Régence wurde er zum Rivalen des Regenten Philipp von Orléans; nach einem Umsturzversuch wurde er von diesem verbannt.

## Leben

### Jugend
Louis Auguste war das zweite Kind aus der Verbindung von Madame de Montespan mit dem Sonnenkönig; das erste Kind war etwa ein Jahr älter als er, starb jedoch bereits 1672. Louis Auguste war der Lieblingssohn seines Vaters. Seine Geburt verlief unter größter Geheimhaltung, da er die Frucht eines doppelten Ehebruchs und der Ehemann der Madame de Montespan sehr eifersüchtig war. Das Baby wurde direkt nach der Geburt heimlich des Nachts der Witwe Scarron – der späteren Madame de Maintenon – übergeben, die maskiert in einem Fiaker wartete und mit ihm nach Paris fuhr. Seine ersten Lebensjahre verbrachte Louis Auguste in ihrer Obhut zum Teil in einem Haus in Vaugirard bei Paris. Er sollte sein Leben lang ein inniges Verhältnis zu seiner Gouvernante Madame de Maintenon behalten – wahrscheinlich mehr als zu seiner eigenen Mutter Madame de Montespan. Von Geburt an war Louis Auguste gehbehindert – laut Liselotte von der Pfalz hinkte er – und musste deswegen u. a. im Sommer und Herbst 1675 in eine Thermalkur nach Barèges fahren, in Begleitung von Madame de Maintenon.
Wie alle Kinder König Ludwigs mit Madame de Montespan wurde auch Louis Auguste von seinem Vater legitimiert, und zwar im Dezember 1673 zusammen mit Louis César, Comte de Vexin (1672–10. Januar 1683), und Louise Françoise, der späteren Mademoiselle de Nantes (1673–1743). Im offiziellen Dokument der Legitimation wurde der Name der Mutter nicht genannt, weil man befürchtete, dass Monsieur de Montespan die Kinder für sich beanspruchen könnte. Danach lebten die Kinder ab Ende 1673 am Hofe in der Nähe des Königs und der Montespan.

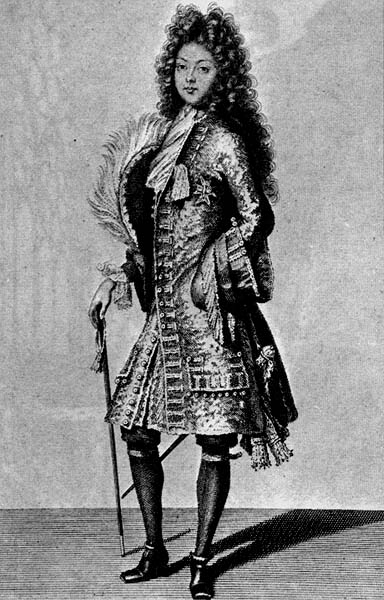
Louis Auguste de Bourbon, Duc du Maine, 1695

1691, über zehn Jahre nachdem seine Mutter in Ungnade gefallen war, soll Louis Auguste derjenige gewesen sein, der sie dazu brachte, Versailles zu verlassen. Danach wohnte er in ihrem ehemaligen Appartement. Laut Liselotte von der Pfalz habe er das Gepäck der Montespan sofort nach ihrer Abreise packen lassen und ihre Möbel aus dem Fenster werfen lassen, um ihre Rückkehr zu verhindern.
Trotz seiner Gehbehinderung nahm er 1692 unter dem Oberbefehl von Monsieur le Prince, dem Sohn des großen Condé, und an der Seite von Francois-Louis de Conti am Flandernfeldzug teil. Im Krieg fiel er nicht immer durch die von ihm erwartete Tapferkeit auf, vielmehr wich er 1695 bei Namur den Feinden aus und ließ sie entkommen – zur großen Enttäuschung des Königs, der bei der Nachricht seine gewohnte Fassung verlor und sich ungewöhnlicherweise einem Wutanfall hingab. Dennoch schickte der König Louis Auguste und seinen Bruder Louis Alexandre, den Comte de Toulouse, 1701 als Generalleutnants nach Flandern unter dem Befehl von Boufflers.

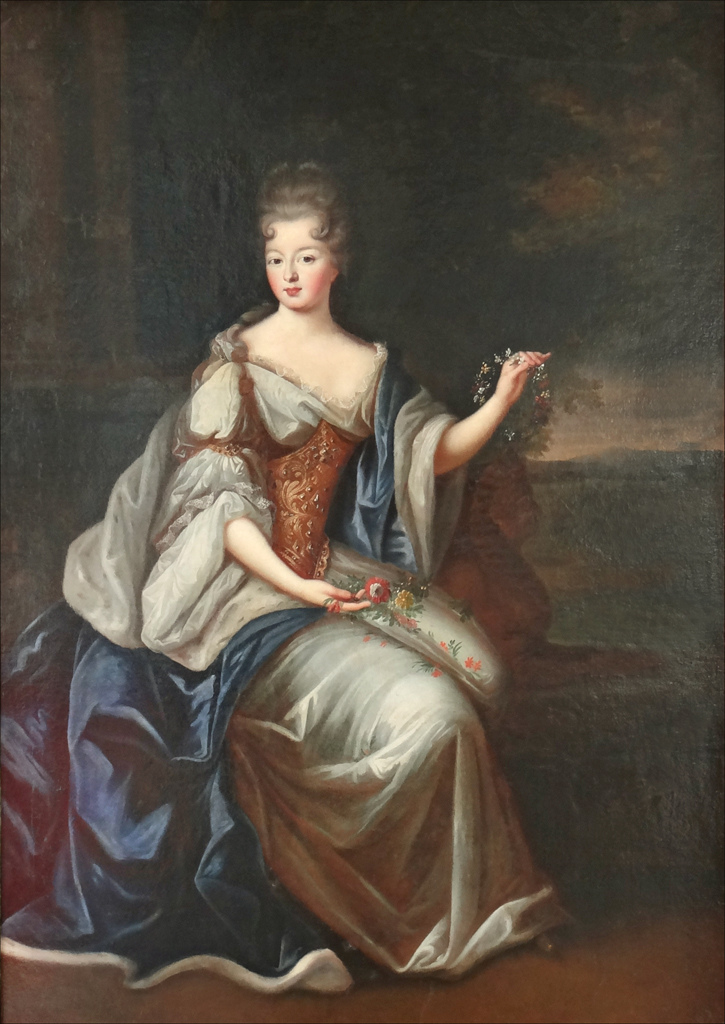
Louise Bénédicte de Condé, Duchesse du Maine

Louis Auguste heiratete im Jahr 1692 Louise Bénédicte, die Tochter von Henri III. Jules de Condé. Madame de Montespan, seine Mutter, wurde nicht zur Hochzeit eingeladen. Aus der Ehe gingen sieben Kinder hervor, von denen drei das Erwachsenenalter erreichten, aber ohne Nachkommen blieben:
- Louis-Auguste II. (1700–1755), Fürst von Dombes, später Herzog von Maine
- Louis Charles (1701–1775), Graf von Eu
- Louise Françoise (1707–1743), Mademoiselle du Maine

1700 erwarb Louis Auguste das Schloss von Sceaux, aus dem ehemaligen Besitz des Ministers Colbert. Ludwig XIV. erhob im Juli 1714 Louis Auguste, Herzog von Maine, und seinen jüngsten Bruder, den Grafen von Toulouse, offiziell zu Prinzen von Geblüt – zum Widerwillen des Hochadels und des Hofes. Auf Drängen von Louis Auguste und der Madame de Maintenon änderte der König außerdem sein Testament: im Falle seines Todes vertraute er die Vormundschaft über seinen Urenkel, den kleinen Thronfolger Ludwig (XV.), seinem natürlichen Sohn Louis Auguste an, und sprach diesem und seinem Bruder, dem Grafen von Toulouse, das Thronfolgerecht im Falle des Aussterbens der legitimen Linie zu. Diese Verfügung war von Anfang an umstritten, ist aber aus der Situation der königlichen Familie im Jahr 1714 verständlich. Nach einer Reihe von Todesfällen in der direkten Thronfolge und nach dem von den Alliierten des Spanischen Erbfolgekrieges 1713 erzwungenen Verzicht Philipps V. von Spanien auf die französische Thronfolge, gab es mit dem kleinen Herzog von Anjou, dem späteren Ludwig XV., nur noch einen einzigen direkten Thronfolger. Die nächsten Anwärter auf die Thronfolge waren die bourbonischen Nebenlinien Orléans und Condé. Beide Linien waren daher von Anfang an gegen die Einbeziehung der legitimierten Söhne des Königs (die sie nach wie vor als 'Bastarde' ansahen).
Mitte August 1715 verschlechterte sich der Gesundheitszustand des Königs drastisch. Am 22. dieses Monats war er nicht mehr in der Lage, persönlich eine ihm zu Ehren abgehaltene Truppenparade im Hof des Schlosses von Versailles abzunehmen. Als Zeichen der Rangerhöhung des Herzogs von Maine wurde dieser mit dieser Aufgabe an der Seite des Dauphin betraut. Das sorgte erneut für Verstimmung, vor allem im Haus Orléans.

### Régence
Am 1. September 1715 starb der König. Laut Testament hätten nun die Herzöge von Orléans und Maine gemeinsam die Regentschaft für den minderjährigen Ludwig XV. führen sollen. Die politische Regentschaft sollte Philipp von Orléans obliegen, sein Schwager Louis Auguste (seit 1674 Colonel général der Schweizergarde) sollte der persönliche Vormund des Kindkönigs sein, der Hofhaltung vorstehen und die Befehlsgewalt über die Leibgarde ausüben. Aber bereits am 2. September ließ Philipp von Orléans das Testament des Königs vom Parlement de Paris so interpretieren, dass ihm der militärische Oberbefehl auch über die Leibgarde zustand, die Vormundschaft ließ er vorläufig unangetastet. Die Epochenwende der Régence hatte begonnen.
Während Philipp seine Regierung antrat und den späteren Kardinal Dubois zu seinem Außen- und später Premierminister ernannte, war der Herzog von Maine politisch kaltgestellt und auf die Angelegenheiten der Hofhaltung im Palais des Tuileries beschränkt, wo Ludwig XV. aufwuchs. Der Herzog, vor allem aber seine Frau Benedicte, wollten sich mit dieser Situation nicht abfinden. Auch gehörten sie zur „spanischen Partei“ am Hofe, welche die 1718 gebildete, antispanische Tripelallianz Frankreichs mit Großbritannien und den Niederlanden nicht akzeptierte. Um seine Kritiker zu entmachten, hielt Philipp am 26. August 1718 ein Throngericht ab, durch das dem Herzog von Maine die Vormundschaft über Ludwig XV. entzogen und seine Erhöhung zum Prinzen von Geblüt rückgängig gemacht wurde. In der Folge zettelte der spanische Botschafter Fürst von Cellamare mit Unterstützung der Herzogin die sogenannte Verschwörung von Cellamare gegen den Regenten an, um diesen abzusetzen oder zu töten. Aber der Minister Dubois erfuhr im Dezember 1718 rechtzeitig von der Verschwörung und zerschlug sie umgehend. 1500 Personen wurden verhaftet, darunter der Herzog und die Herzogin von Maine, die vorübergehend in die Bastille kamen. Als Folge ihrer Verschwörung wurde die Herzogin von Maine dann auf das Schloss von Dijon ins Exil geschickt und ihr Mann in der Zitadelle von Doullens interniert. Damit endeten alle Ambitionen des herzoglichen Paares in der Verbannung. 1720 wurden sie vom Regentschaftsrat begnadigt und zogen sich dann die meiste Zeit nach Schloss Sceaux zurück.

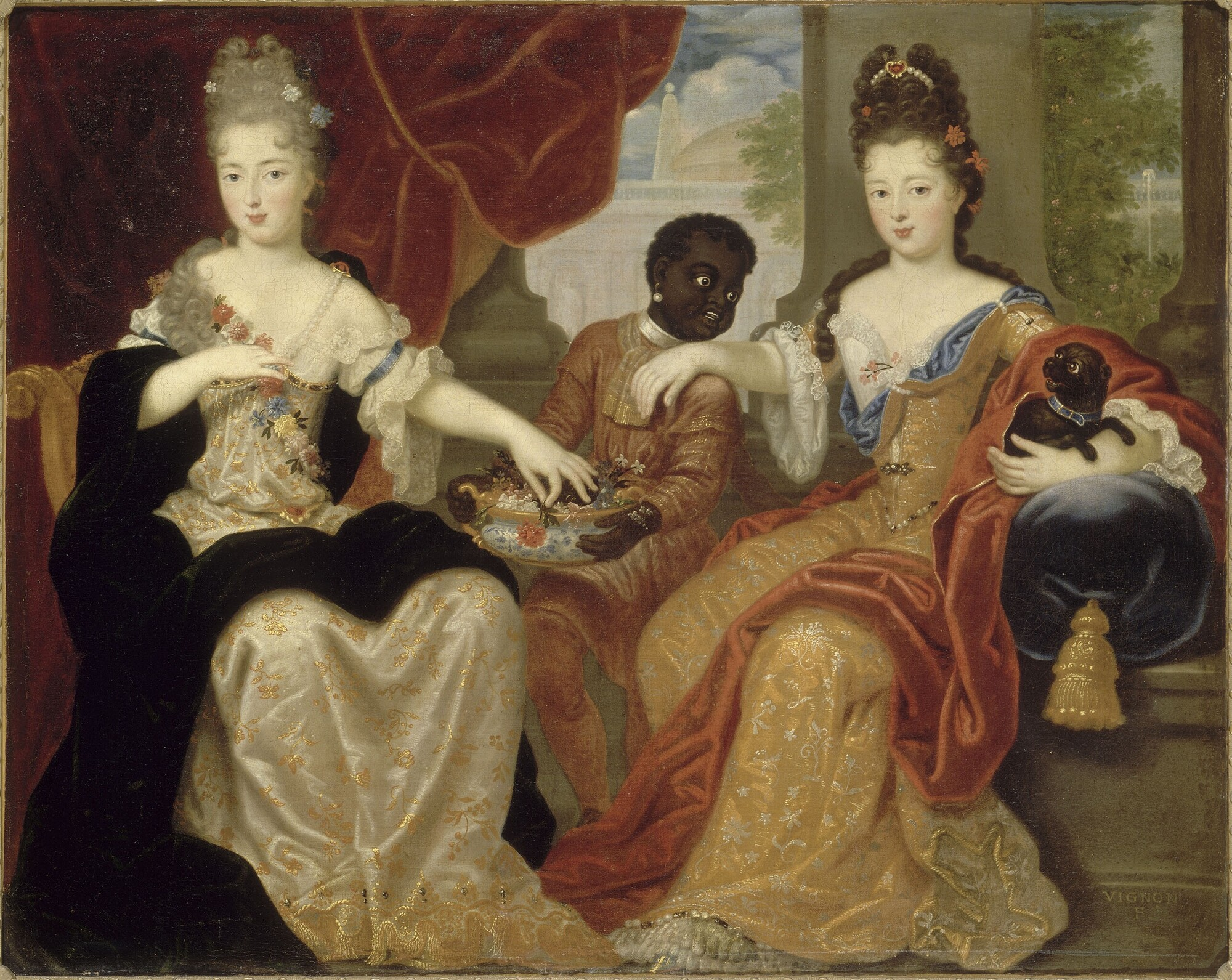
Mademoiselle de Blois und Mademoiselle de Nantes von Philippe Vignon. Schloss Versailles

## Geschwister
Von seinen sechs Geschwistern erreichten das Erwachsenenalter:
- Louise Françoise (1673–1743), genannt Mademoiselle de Nantes, verheiratet mit Louis III. de Bourbon, Fürst von Condé
- Françoise Marie (1677–1749), genannt Mademoiselle de Blois, verheiratet mit dem späteren Regenten Philippe II. de Bourbon, Herzog von Orléans
- Louis Alexandre (1678–1737), Graf von Toulouse, verheiratet mit Marie de Noailles.